# آختاراندا
آختاراندا (روسی: Ахтаранда) یک رودخانه در استان یاقوتستان کشور روسیه است.